# Lily, Rosemary and the Jack of Hearts
Lily, Rosemary and the Jack of Hearts è un brano musicale scritto nel 1974 dal cantautore statunitense Bob Dylan e contenuto nell'album del 1975 Blood on the Tracks.

## Il brano

### Genesi e composizione
La canzone fu composta e registrata nell'estate del 1974, al pari delle altre contenute nell'album.
A dicembre dello stesso anno tuttavia, in prossimità dell'uscita del disco, il fratello David convinse il cantautore a riarrangiare alcuni pezzi, giudicati troppo essenziali, fra i quali Lily, Rosemary and the Jack of Hearts. Il brano fu registrato di nuovo, con un arrangiamento più ricco, dal sapore più mosso e più country, per il quale Dylan suonò, oltre alla chitarra, anche l'organo, che fu sovrainciso. La versione originaria apparve comunque ben presto su diversi bootleg in circolazione sul mercato clandestino.

### Stile musicale e testo
Si tratta di una lunga ballata dalla melodia e dal ritmo country, di ambientazione western e dal testo narrativo, caratteristiche che la rendono simile alle canzoni del successivo album dylaniano, Desire e ad alcune composizioni di John Wesley Harding, in particolare The ballad of Frankie Lee and Judas Priest. Il probabile significato autobiografico è caratteristico invece proprio di Blood on the Tracks e in particolare la tematica del destino accosta questa canzone ad altre contenute nel medesimo album, in particolare Tangled Up in Blue e soprattutto Simple Twist of Fate.
Alla complessità della storia fa da contraltare la semplicità della melodia, costruita su tre semplici accordi maggiori. Il racconto, degno di un'opera letteraria o cinematografica, si snoda fra sorprese, tensioni drammatiche e sessuali e vede come protagonista un uomo dall'aspetto misterioso, che arriva in città e rapina una banca; due donne si innamorano di lui e una commette un omicidio per salvarlo, venendo poi a sua volta impiccata. 
La canzone è probabilmente ispirata alla poesia The shooting of Dan McGrew di Robert William Service, mentre il personaggio di "Big Jim" riprende quello comparso nel secondo capitolo di Questa terra è la mia terra, il libro di Woody Guthrie che influenzò i primi anni di carriera di Dylan.

## Esecuzioni dal vivo
Dylan eseguì la canzone in concerto una sola volta, il 25 maggio 1976 a Salt Lake City, nel tour con la Rolling Thunder Revue da cui fu tratto il live album Hard Rain.

## Cover
Reinterpretazioni della canzone sono state eseguite da Joan Baez (nell'album live From Every Stage) e da Tom Russell (nell'album Indians Cowboys Horses and Dogs).

## Influenze
Ispirato dalla canzone di Dylan, il pittore Keith Anthony Morrison ha eseguito la serie di dipinti intitolata Jack of hearts.